# Ioannis Paleokrassas
Ioannis Paleokrassas (Atenas, 27 de mayo de 1934-2 de octubre de 2021) fue un político griego que ocupó los cargos de ministro de Finanzas de Grecia (1990-1992) y de comisario Europeo de Medio Ambiente en la tercera Comisión Delors (1993-1995).

## Biografía
Nació en Atenas en 1934. Estudió economía en la Universidad de Atenas. 

## Actividad política
Miembro del partido conservador Nueva Democracia, fue nombrado Ministro de Finanzas en abril de 1990, formando parte del gobierno del entonces primer ministro Konstantinos Mitsotakis, ocupando el cargo hasta agosto de 1992.
El 14 de julio de 1992, su coche fue objetivo de un ataque terrorista con cohete en el centro de Atenas. En el atentado, perpetrado por la organización terrorista 17 de Noviembre, Ioannis Paleokrassas salió ileso pero falleció un transeúnte.
Fue nombrado comisario Europeo de Medio Ambiente en la tercera Comisión Europea presidida por Jacques Delors, ocupando el cargo hasta 1995.